# All-Star Game de la NBA 1996
El 46.º All-Star Game de la NBA de la historia se disputó el día 11 de febrero de 1996 en el Alamodome de San Antonio, Texas, ante 36.037 espectadores. El equipo de la Conferencia Este estuvo dirigido por Phil Jackson, entrenador de Chicago Bulls y el de la Conferencia Oeste por George Karl, de Seattle Supersonics. La victoria correspondió al equipo del Este por 129-118. Fue elegido MVP del All-Star Game de la NBA el escolta de los Bulls Michael Jordan, que recibía el premio por segunda vez, después del conseguido en la edición de 1988. Consiguió 20 puntos, 4 rebotes y 1 asistencia en tan solo 22 minutos de juego, el que menos tiempo jugó entre los titulares del Este. En la votación, el jurado se decantó por 4 votos contra 3 en detrimento de  Shaquille O'Neal, que consiguió 25 puntos y 10 rebotes, y entre ambos jugadores llevaron a su equipo a la victoria, sobre todo por el parcial de 27-13 en los siete minutos y medio primeros del tercer cuarto, consiguiendo entre ambos 21 de esos 27 puntos decisivos. Esta diferencia ya no la pudo recortar el Oeste.
Se disputaron también el sábado anterior el Concurso de triples, el de mates y el Rookie Game. En el primero resultó ganador el base de los Washington Bullets Tim Legler, que ganó en la final a Dennis Scott por un apretado 20-18. En el concurso de mates, el ganador fue Brent Barry, de Los Angeles Clippers, que derrotó en una final a tres a Michael Finley y a Greg Minor. En el partido de los novatos, en su tercera edición, se enfrentaron el Este y el Oeste, correspondiendo la victoria a los primeros por 94-92, tras una prórroga. Fue elegido MVP Damon Stoudamire, de los Toronto Raptors.

## Estadísticas

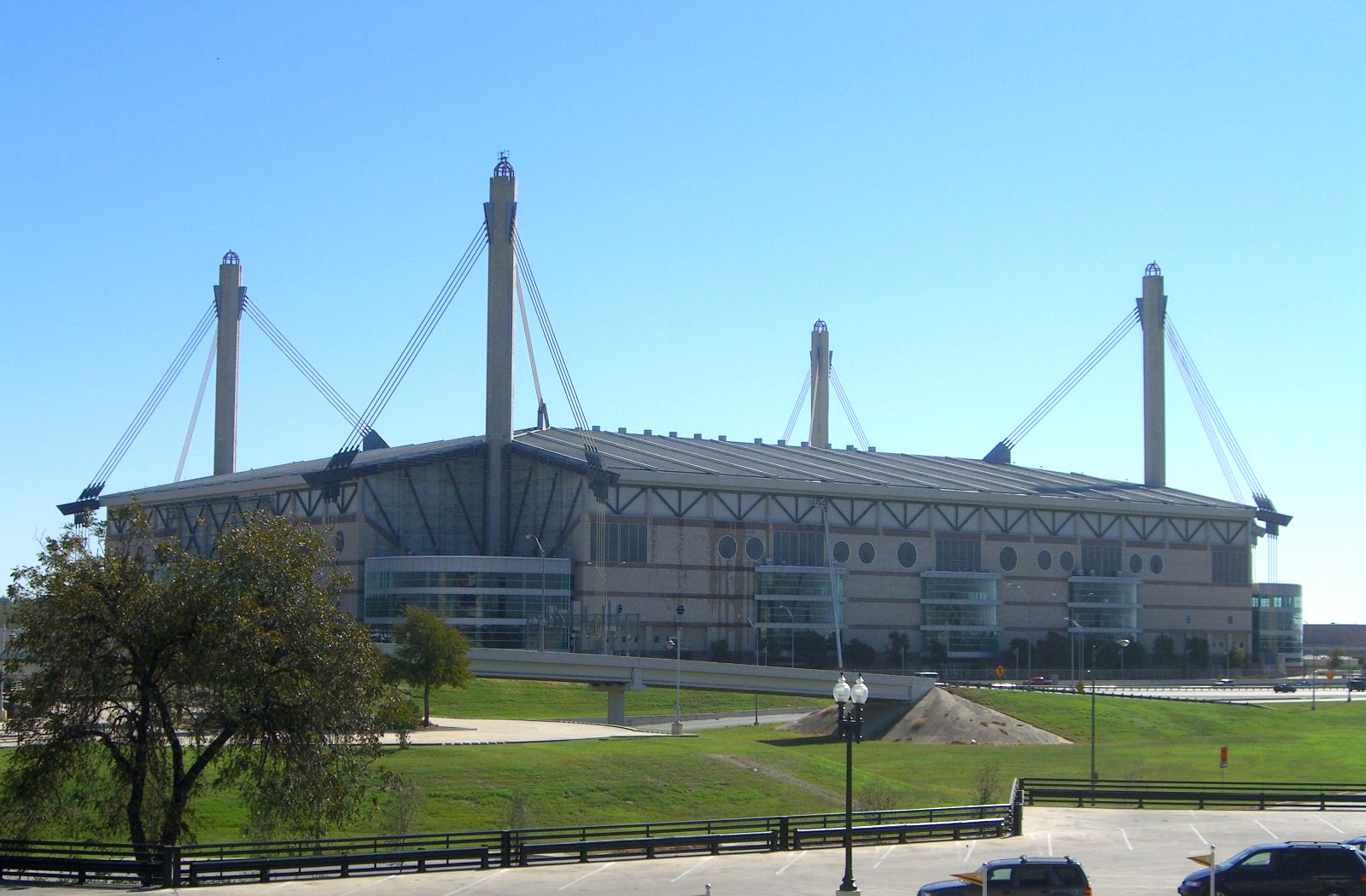
Exterior del Alamodome, sede del All-Star de 1996.

### Conferencia Oeste
| CONFERENCIA OESTE |             |     |     |     |     |     |     |     |     |
| Jugador           | Equipo      | MIN | TCA | TCI | TLA | TLI | REB | AST | PTS |
| Charles Barkley   | Phoenix     | 16  | 4   | 6   | 0   | 0   | 0   | 1   | 8   |
| Shawn Kemp        | Seattle     | 22  | 6   | 12  | 1   | 2   | 4   | 1   | 13  |
| Hakeem Olajuwon   | Houston     | 14  | 2   | 8   | 0   | 0   | 3   | 0   | 4   |
| Clyde Drexler     | Houston     | 19  | 5   | 8   | 0   | 0   | 2   | 3   | 11  |
| Jason Kidd        | Dallas      | 22  | 3   | 4   | 0   | 0   | 6   | 10  | 7   |
| David Robinson    | San Antonio | 23  | 8   | 13  | 2   | 2   | 11  | 2   | 18  |
| Gary Payton       | Seattle     | 28  | 6   | 10  | 6   | 6   | 5   | 5   | 18  |
| Sean Elliott      | San Antonio | 22  | 5   | 12  | 1   | 1   | 5   | 2   | 13  |
| Karl Malone       | Utah        | 20  | 2   | 6   | 7   | 8   | 9   | 2   | 11  |
| Mitch Richmond    | Sacramento  | 25  | 3   | 10  | 1   | 2   | 2   | 2   | 7   |
| Dikembe Mutombo   | Denver      | 11  | 2   | 4   | 0   | 0   | 9   | 0   | 4   |
| John Stockton     | Utah        | 18  | 2   | 9   | 0   | 0   | 1   | 3   | 4   |
| Totales           |             | 240 | 48  | 102 | 18  | 21  | 57  | 31  | 118 |

MIN: Minutos. TCA: Tiros de campo anotados. TCI: Tiros de campo intentados. TLA: Tiros libres anotados. TLI: Tiros libres intentados. REB: Rebotes. AST: Asistencias. PTS: Puntos

### Conferencia Este
| CONFERENCIA ESTE  |            |     |     |     |     |     |     |     |     |
| Jugador           | Equipo     | MIN | TCA | TCI | TLA | TLI | REB | AST | PTS |
| Scottie Pippen    | Chicago    | 25  | 4   | 7   | 0   | 0   | 8   | 5   | 8   |
| Grant Hill        | Detroit    | 26  | 6   | 10  | 2   | 2   | 3   | 2   | 14  |
| Shaquille O'Neal  | Orlando    | 28  | 10  | 16  | 5   | 11  | 10  | 1   | 25  |
| Michael Jordan    | Chicago    | 22  | 8   | 11  | 4   | 4   | 4   | 1   | 20  |
| Anfernee Hardaway | Orlando    | 31  | 6   | 8   | 4   | 4   | 3   | 7   | 18  |
| Patrick Ewing     | New York   | 12  | 3   | 7   | 2   | 2   | 3   | 1   | 8   |
| Reggie Miller     | Indiana    | 18  | 4   | 8   | 0   | 0   | 2   | 2   | 8   |
| Vin Baker         | Milwaukee  | 14  | 2   | 5   | 2   | 2   | 2   | 2   | 6   |
| Terrell Brandon   | Cleveland  | 20  | 4   | 10  | 2   | 2   | 1   | 3   | 11  |
| Glen Rice         | Charlotte  | 15  | 1   | 5   | 4   | 4   | 1   | 2   | 7   |
| Juwan Howard      | Washington | 16  | 1   | 5   | 0   | 0   | 6   | 2   | 2   |
| Alonzo Mourning   | Miami      | 13  | 1   | 6   | 0   | 0   | 1   | 0   | 2   |
| Totales           |            | 240 | 50  | 98  | 25  | 31  | 44  | 28  | 129 |

MIN: Minutos. TCA: Tiros de campo anotados. TCI: Tiros de campo intentados. TLA: Tiros libres anotados. TLI: Tiros libres intentados. REB: Rebotes. AST: Asistencias. PTS: Puntos

## Sábado

### Concurso de Triples
- Tim Legler (Washington Bullets)
- Steve Kerr (Chicago Bulls)
- Dennis Scott (Orlando Magic)
- Dana Barros (Seattle Supersonics)
- George McCloud (Dallas Mavericks)
- Glen Rice (Miami Heat)
- Hubert Davis (New York Knicks)
- Clifford Robinson (Portland Trail Blazers)
  - VENCEDOR: Tim Legler

### Concurso de Mates
| Jugador                         | Primera ronda | Final |
| ------------------------------- | ------------- | ----- |
| Brent Barry (L.A. Clippers)     | 45.5          | 49.0  |
| Michael Finley (Phoenix)        | 45.0          | 46.0  |
| Greg Minor (Boston)             | 41.0          | 40.0  |
| Jerry Stackhouse (Philadelphia) | 40.0          |       |
| Doug Christie (Toronto)         | 39.5          |       |
| Darrell Armstrong (Orlando)     | 25.5          |       |

### Rookie Game
| EQUIPO VERDE     |              |     |     |     |     |     |     |     |     |
| Jugador          | Equipo       | MIN | TCA | TCI | TLA | TLI | REB | AST | PTS |
| Alan Henderson   | Atlanta      | 19  | 5   | 8   | 1   | 2   | 3   | 2   | 11  |
| Eric Williams    | Boston       | 22  | 6   | 9   | 3   | 4   | 2   | 2   | 15  |
| Rasheed Wallace  | Washington   | 24  | 5   | 9   | 2   | 2   | 6   | 1   | 12  |
| Jerry Stackhouse | Philadelphia | 24  | 5   | 9   | 4   | 4   | 5   | 2   | 15  |
| Damon Stoudamire | Toronto      | 24  | 8   | 16  | 1   | 3   | 2   | 11  | 19  |
| Bob Sura         | Cleveland    | 12  | 1   | 7   | 1   | 2   | 4   | 3   | 3   |
| Kurt Thomas      | Miami        | 14  | 4   | 6   | 1   | 2   | 2   | 0   | 9   |
| George Zidek     | Charlotte    | 11  | 5   | 9   | 0   | 0   | 6   | 1   | 10  |
| Totales          |              | 150 | 39  | 73  | 13  | 19  | 30  | 22  | 94  |

MIN: Minutos. TCA: Tiros de campo anotados. TCI: Tiros de campo intentados. TLA: Tiros libres anotados. TLI: Tiros libres intentados. REB: Rebotes. AST: Asistencias. PTS: Puntos
| EQUIPO BLANCO   |               |     |     |     |     |     |     |     |     |
| Jugador         | Equipo        | MIN | TCA | TCI | TLA | TLI | REB | AST | PTS |
| Antonio McDyess | Denver        | 23  | 8   | 12  | 1   | 2   | 7   | 0   | 17  |
| Joe Smith       | Golden State  | 22  | 6   | 10  | 5   | 6   | 6   | 3   | 20  |
| Arvydas Sabonis | Portland      | 4   | 3   | 4   | 1   | 1   | 3   | 0   | 8   |
| Tyus Edney      | Sacramento    | 26  | 6   | 14  | 2   | 2   | 1   | 7   | 14  |
| Michael Finley  | Phoenix       | 25  | 4   | 7   | 0   | 0   | 3   | 9   | 9   |
| Brent Barry     | L.A. Clippers | 17  | 4   | 10  | 0   | 0   | 0   | 4   | 8   |
| Kevin Garnett   | Minnesota     | 17  | 3   | 7   | 2   | 4   | 4   | 6   | 8   |
| Bryant Reeves   | Vancouver     | 16  | 3   | 5   | 2   | 2   | 8   | 0   | 8   |
| Totales         |               | 150 | 37  | 63  | 13  | 17  | 32  | 29  | 92  |

MIN: Minutos. TCA: Tiros de campo anotados. TCI: Tiros de campo intentados. TLA: Tiros libres anotados. TLI: Tiros libres intentados. REB: Rebotes. AST: Asistencias. PTS: Puntos